# 埃默里月坑

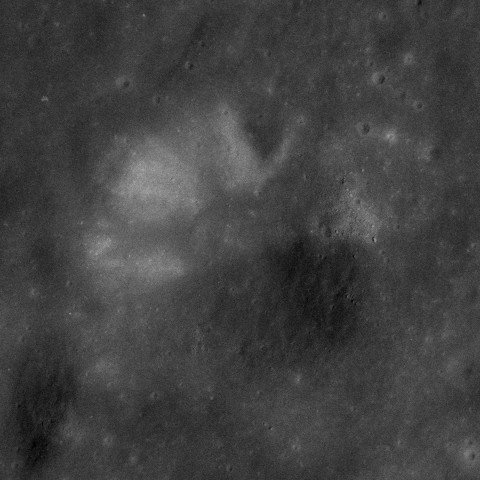
阿波罗17号全景相机照片

埃默里月坑（Emory）是月球表面一处地质特征，一座位于陶拉斯-利特罗谷中的陨石坑。1972年阿波罗17号任务期间，宇航员尤金·塞尔南和哈里森·施密特就降落在它的北面，但没到访它。
埃默里月坑的南面是斯台诺月坑和1号科考点，西南则分别坐落了麦金月坑和赫斯月坑。
该陨坑是宇航员以美国探险家和测量师威廉·汉斯利·埃默里（William Hemsley Emory）的名字命名。